# Neoceroplatus lauroi
Neoceroplatus lauroi är en tvåvingeart som beskrevs av Lane 1961. Neoceroplatus lauroi ingår i släktet Neoceroplatus och familjen platthornsmyggor. Inga underarter finns listade i Catalogue of Life.